# Juntos, pero no revueltos
Juntos, pero no revueltos es una película  de comedia mexicana de 1939 escrita y dirigida por Fernando A. Rivero, y protagonizada por Jorge Negrete, Rafael Falcón, Susana Guízar, Armando Soto La Marina "El Chicote", Agustín Insunza y Lucha María Ávila.

## Reparto
- Jorge Negrete como Rodolfo del Valle
- Rafael Falcón como Carlos
- Susana Guízar como Esperanza Robles
- Armando Soto La Marina "El Chicote" como El Salpicaderas
- Agustín Isunza como Lic. Juan
- Lucha María Ávila como Luchita
- María Porras como Doña paz
- Hernán Vera como Lázaro
- Manuel Esperón como Maino Esperoff
- Jorge Treviño como Pietro Martinini
- Arturo Manrique como Profesor
- Irving Lee como Mendigo
- Elisa Christy como Norma
- Virginia Serret como Raquel
- Miguel Inclán como Sisebuto Corrales
- José Arias como Policía
- Lupe del Castillo como La Rorra
- Laura Marín como La Beba
- Josefina Betancourt como La nena
- Clifford Carr como Mr. Kimball
- Emilie Egert como Mrs. Kimball
- Arturo Soto Rangel como Juez
- Juan García Esquivel como Pianista
- Jorge Marrón como Tío de Esperanza